# Retirada da Laguna
A chamada Retirada da Laguna foi um episódio da Guerra do Paraguai (1864 - 1870). Imortalizado na literatura por um de seus protagonistas.

## Antecedentes
Após a apreensão da canhoneira Anhambaí da Marinha do Brasil, no rio Paraguai, e da invasão da então Província de Mato Grosso pelas forças do Exército Paraguaio em dezembro de 1864, declarada a guerra, uma das primeiras reações brasileiras foi a de enviar um contingente militar terrestre para combater os invasores em Mato Grosso.
Desse modo, em abril de 1865, uma coluna partiu do Rio de Janeiro, sob o comando do coronel Manuel Pedro Drago, recebendo reforços em Uberaba, na então Província de Minas Gerais, percorrendo mais de dois mil quilômetros por terra até alcançar Coxim, na Província de Mato Grosso, em dezembro desse mesmo ano, que encontrou abandonada.
O mesmo se repetiu ao alcançarem Miranda, em setembro de 1866. 

## A invasão
Em janeiro de 1867, o coronel Carlos de Morais Camisão assumiu o comando da coluna, então reduzida a 1 680 homens, e decidiu invadir o território paraguaio, onde penetrou até Laguna, em abril. Por demais distante das linhas brasileiras, e sem víveres para o sustento da tropa, afetada pela cólera, o tifo, e pelo beribéri, a coluna do Exército Brasileiro foi forçada a retirar sob os constantes ataques da cavalaria paraguaia, retratado de forma fidedigna na literatura de visconde de Taunay, infligindo perdas severas aos brasileiros. 
De um efetivo de cerca de 3 000 homens, apenas 1680 estavam vivos em abril de 1867 quando chegaram no território paraguaio e destes retornaram às linhas brasileiras as margens do Rio Aquidauana, hoje município no de Anastácio, Mato Grosso do Sul, em 11 de junho de 1867 apenas 700 homens, alquebrados pela doença e pela fome. Neste local, que se denominou Porto do Canuto, há um marco em pedra arenito.

## Participação indígena

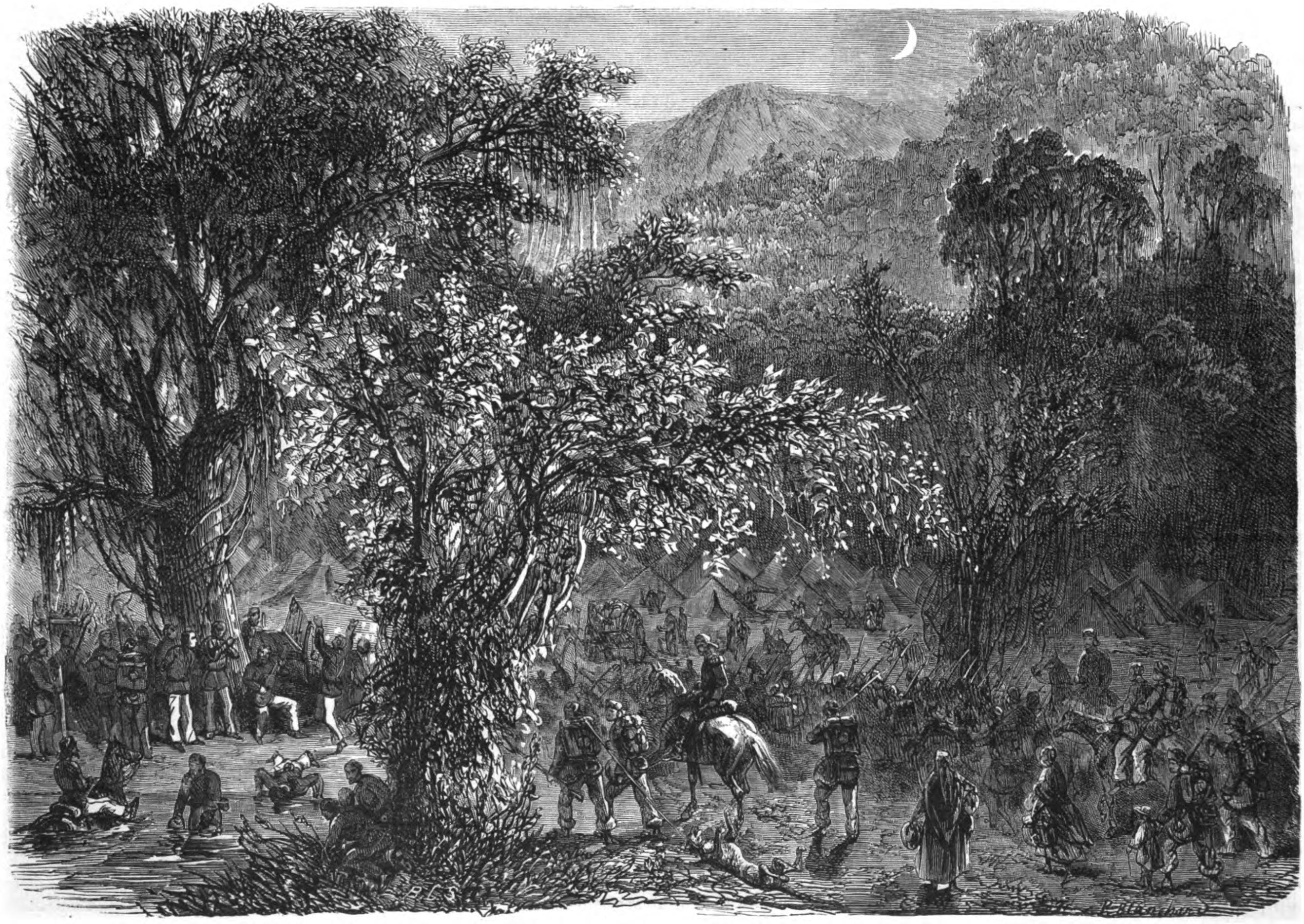
Expedição brasileira para Mato Grosso: Acampamento da divisão expedicionária nas matas virgens de Goiás, na altura do Rio dos Bois.

Um fato muitas vezes esquecido é que os ameríndios foram fundamentais para o Brasil nesse episódio. Quando as tropas brasileiras se retiraram, os índios terenas e guaicurus-kadiweus, foram os únicos a defender o território brasileiro, e, utilizando táticas de guerrilha, conseguiram deter o avanço paraguaio até que o exército brasileiro pudesse se recompor.
Em gratidão pela defesa da Pátria, os índios da etnia kadiwéu ganharam uma reserva indígena de Dom Pedro II, localizada no município de Bodoquena (Mato Grosso do Sul) com um território de aproximadamente 350 mil hectares.

## Legado
Imortalizado na literatura pela pena de um de seus protagonistas, Alfredo d'Escragnolle Taunay, o futuro visconde de Taunay, e na música - mais de cem anos depois - pelo compositor brasileiro César Guerra-Peixe.